# 7940 Erichmeyer
7940 Erichmeyer eller 1991 EO1 är en asteroid i huvudbältet som upptäcktes den 13 mars 1991 av Oak Ridge-observatoriet. Den är uppkallad efter den österrikiske amatörastronomen Erich Meyer.